# Calea urticifolia
El jaral de Castilla o Calea urticifolia es una especie de planta fanerógama de la familia Asteraceae. Se encuentra en México.

## Descripción
Es un arbusto que alcanza un tamaño  de 0.6–1 m de alto; tallos en general densamente pubescentes con tricomas patentes cafés, especialmente en la parte superior. Hojas ovadas a lanceoladas, de 3–14 cm de largo y 1.5–3 cm de ancho, ápice agudo a acuminado, base aguda a redondeada, márgenes crenados o serrados, escabrosas en la haz, en general densamente pilosas en el envés; pecíolos 2–15 mm de largo, hirsutos. Capitulescencias de fascículos de capítulos abiertos o amontonados; filarias en 4–5 series, las exteriores escabrosas y herbáceas, las internas escariosas y sólo marginalmente ciliadas, todas estriadas; páleas lanceoladas, 5–6 mm de largo, escariosas; flósculos del radio 3–8, fértiles, las lígulas 3–7 mm de largo, exertas del involucro y vistosas, amarillas; flósculos del disco 15–30, las corolas amarillas. Aquenios cilíndricos, 1.5–3 mm de largo, antrorso-escabrosos; vilano de escamas angostas, 3–4.5 mm de largo, aristadas.

## Distribución y hábitat
Originaria de México a Panamá. Habita en climas cálido y semicálido, entre los 22 y los 1800 m s. n. m. Asociada a vegetación perturbada derivada de bosques tropicales caducifolios, subcaducifolio, subperennifolio y perennifolio, bosques de encino y de pino.

## Propiedades
El uso más frecuente de esta planta es para el tratamiento de problemas dérmicos, como granos e irritación de cuerpo (Estado de Veracruz). Se emplea refregando las hojas en el agua con la cual se toman baños. Además se aplican las hojas a manera de fomentos para sanar llagas; se unta sobre los pezones para producir un sabor amargo con la finalidad de lograr el destete de los niños (Estado de Hidalgo).
Se aconseja hacer un buche con el cocimiento del tallo o rama, hojas y flores, para provocar el vómito en caso de derrame biliar. Con la decocción de las hojas con raíz de malva de cochino (Sida rhombifolia), hojas de jaral de castilla cortadas de varias matas y la corteza de limón (Citrus limon), se hace una infusión que se debe tomar durante todo el día hasta que desaparezca la diarrea que provoca la disentería.
Contra el paludismo se sugiere beber, en ayunas, el jugo obtenido al remoler la planta entre las manos y diluido en poca agua. Para la tos, solamente se ingiere la cocción de la corteza.

## Taxonomía
Calea urticifolia fue descrita por (Mill.) DC. y publicado en Prodromus Systematis Naturalis Regni Vegetabilis 5: 674. 1836.
Etimología
Calea: nombre genérico
urticifolia: epíteto latino que significa "con las hojas como el género Urtica".
Sinonimia
- Calea axillaris DC.
- Calea cacosmioides Less.	'
- Calea pellucidinerva Klatt
- Calea urticifolia var. axillaris (DC.) S.F.Blake
- Caleacte urticifolia (Mill.) R.Br.
- Galinsoga serrata (Lag.) Spreng.
- Mocinna serrata Lag.
- Solidago urticifolia Mill.[5]